# Maricourt (Québec)
Pour les articles homonymes, voir Maricourt.
Maricourt est une municipalité de canton du Québec, située dans la MRC du  Val-Saint-François en Estrie.

## Toponymie
Elle est nommée en l'honneur du militaire Paul Le Moyne de Maricourt (1663-1704). Il est connu pour sa participation à la Bataille de Québec en 1690 et, à cet effet, avoir reçu le commandement de la Baie d’Hudson par Frontenac lui-même. La municipalité est appelée de cette manière depuis 1961. Avant, on la connaissait sous le nom de municipalité du canton d'Ely-Partie-Nord.

## Histoire
Cette municipalité était le lieu du « jardin du prophète » appartenant au Mouvement raëlien, de 1995 à 2003.

## Géographie
Maricourt est entre Valcourt au sud et Melbourne au nord-est. Elle est accessible via la route 222 et la route 243.

## Démographie
En 2021, le recensement canadien indique que la population a augmenté de 9,6% depuis 2016 en atteignant 456 habitants pour une moyenne d'âge de 46,1 ans.
| 1991 | 1996 | 2001 | 2006 | 2011 | 2016 | 2021 |
| ---- | ---- | ---- | ---- | ---- | ---- | ---- |
| 433  | 458  | 487  | 432  | 497  | 416  | 456  |

## Administration
Les élections municipales se font en bloc pour le maire et les six conseillers.
| Maricourt Maires depuis 2001                                                                                         |                     |                     |          |
| Élection | Maire               | Qualité             | Résultat |
| 2001 | Michael Selby       |                     | Voir     |
| 2005 | Réjean Paquette     |                     | Voir     |
| 2009 | Réjean Paquette     | Voir                |          |
| 2013 | Robert Ledoux       |                     | Voir     |
| 2017 | Robert Ledoux       | Voir                |          |
| 2021 | Daniel Gélineau     |                     | Voir     |
| août 2023 | Nancy Gagnon        | Mairesse suppléante | Voir     |
| sept. 2023 | Jean-Luc Beauchemin |                     | Voir     |
| Élection partielle en italique Depuis 2005, les élections sont simultanées dans toutes les municipalités québécoises |                     |                     |          |